# Полак, Томаш
Томаш Полак (чеш. Tomáš Polák; род. 24 мая 1974, Брно) — чешский шахматист, гроссмейстер (2000).
В составе национальной сборной участник 2-х Олимпиад (1998—2000) и 16-го командного чемпионата Европы (2007).

## Изменения рейтинга
| Графики недоступны из-за технических проблем. См. информацию на Фабрикаторе и на mediawiki.org. |